# Sołtys
Sołtys (pierwotnie od łac. scholasticus, z niem. Schuldheiss, Schultheiss, Schultheiß, Scholtis, Schulte(s) i Schulz(e), sędzia, ten, który wskazuje winnego; forma łacińska scultetus, solthetus) – przedstawiciel lokalnej społeczności, przeważnie wiejskiej. Jego rola począwszy od średniowiecza ulegała poważnym zmianom. Od 1990 roku w Polsce jest organem wykonawczym sołectwa, a organem nadrzędnym wobec sołtysa jest wójt, którego kompetencje obejmują całą gminę.

## Historia

### Średniowiecze

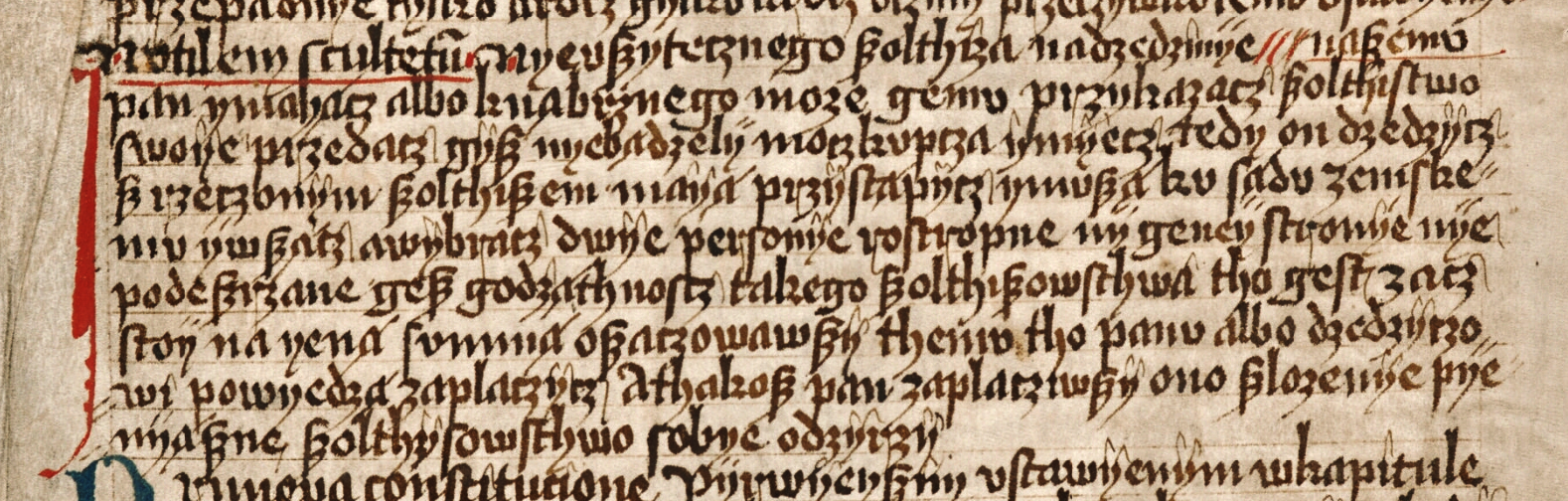
Artykuł statutu warckiego z 1423 roku o nieużytecznym sołtysie, rękopis w języku polskim w Kodeksie Świętoszława z Wojcieszyna z 1449 roku

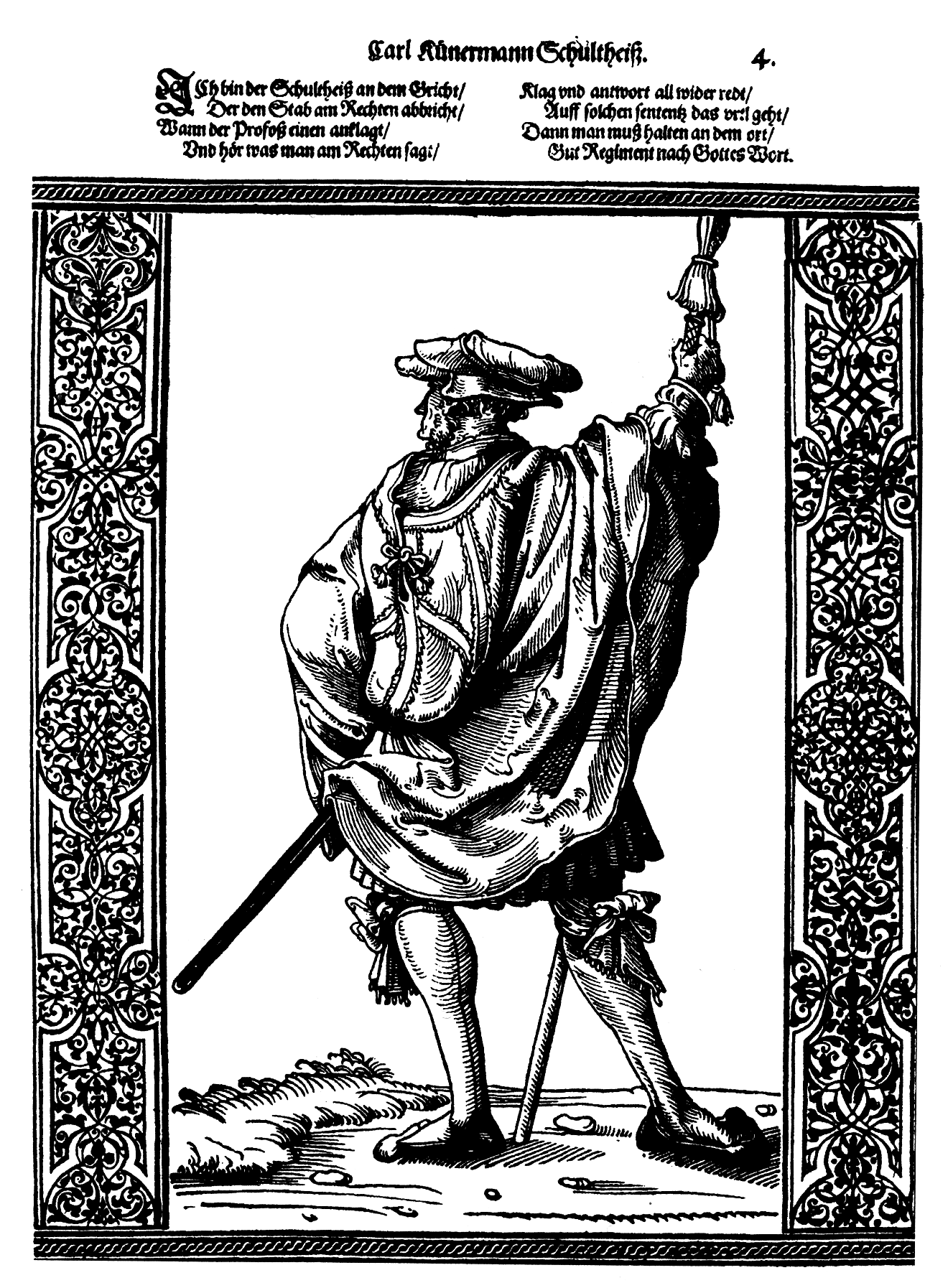
Sołtys przedstawiony na XVI-wiecznej rycinie

Urząd sołtysa został utworzony na przełomie XII i XIII wieku, we wsiach lokowanych na prawie niemieckim. Pierwszym sołtysem zostawał zasadźca, który reprezentował interesy feudalnego pana. Pierwsze nazwy niemieckie to: scholtis, szoltyz. Sołtys w średniowiecznym systemie prawnym to także wiejski sędzia (Dorfschulze) oraz zasadźca lokujący wieś na prawie niemieckim. W ciągu czasu zmieniała się pisownia: Schultetus (1180), Sculte (1249), Schultheiß (1259), Schulcz (1300), Scolcz (1371). Sołtysem mógł być szlachcic, mieszczanin lub bogatszy kmieć. Gdy pan feudalny lokował wieś bez pomocy zasadźcy, sołectwa nabywali przedstawiciele szlachty lub bogaci mieszczanie.
Zadania i prawa sołtysa:
- lokator, który sprawował nadzór nad osadnictwem i lokacją wsi
- lojalny lennik wobec feudalnego pana
- odbywanie służby rycerskiej na jego polecenie
- urzędnik do ściągania należności od chłopów na rzecz możnowładcy
- sędzia w sprawach opłat, podatków i przymusowych służebności
- przedstawiciel wspólnoty wiejskiej w konfliktach z sąsiednimi wsiami i w kontaktach z panem feudalnym oraz instytucjami zewnętrznymi
- odrębne świadczenia feudalne
- niższy wymiar dziesięciny
- prawo posiadania własnych chłopów
- prawo prowadzenia młyna i warsztatu rzemieślniczego
- prawo zakładania stawów i polowania[1]

Od początku XIII do połowy XIV wieku urząd sołtysa był dziedziczony przez najstarszego męskiego potomka. W XIV wieku proponowano, by z sołtysów uczynić odrębną warstwę społeczną. Ich znaczenie społeczne i ekonomiczne było względnie mocne, a bywało częstym zjawisko przenoszenia się sołtysów lub ich dzieci do stanu rycerskiego. Potencjał sołtysów bywał na tyle silny, że ekonomicznie przewyższali czasem drobne rycerstwo, szczególnie rekrutujące się z ubogich ministeriałów lub włodyków. Z tego względu w 1423 roku szlachta wymogła na królu Władysławie Jagielle wydanie Statutu Warckiego, na mocy którego ich ziemie były włączane do folwarków lub dzielone pomiędzy kmieci. W 1563 roku urząd sołtysa zlikwidowano, zastępując ich wójtami.

### Królestwo Polskie

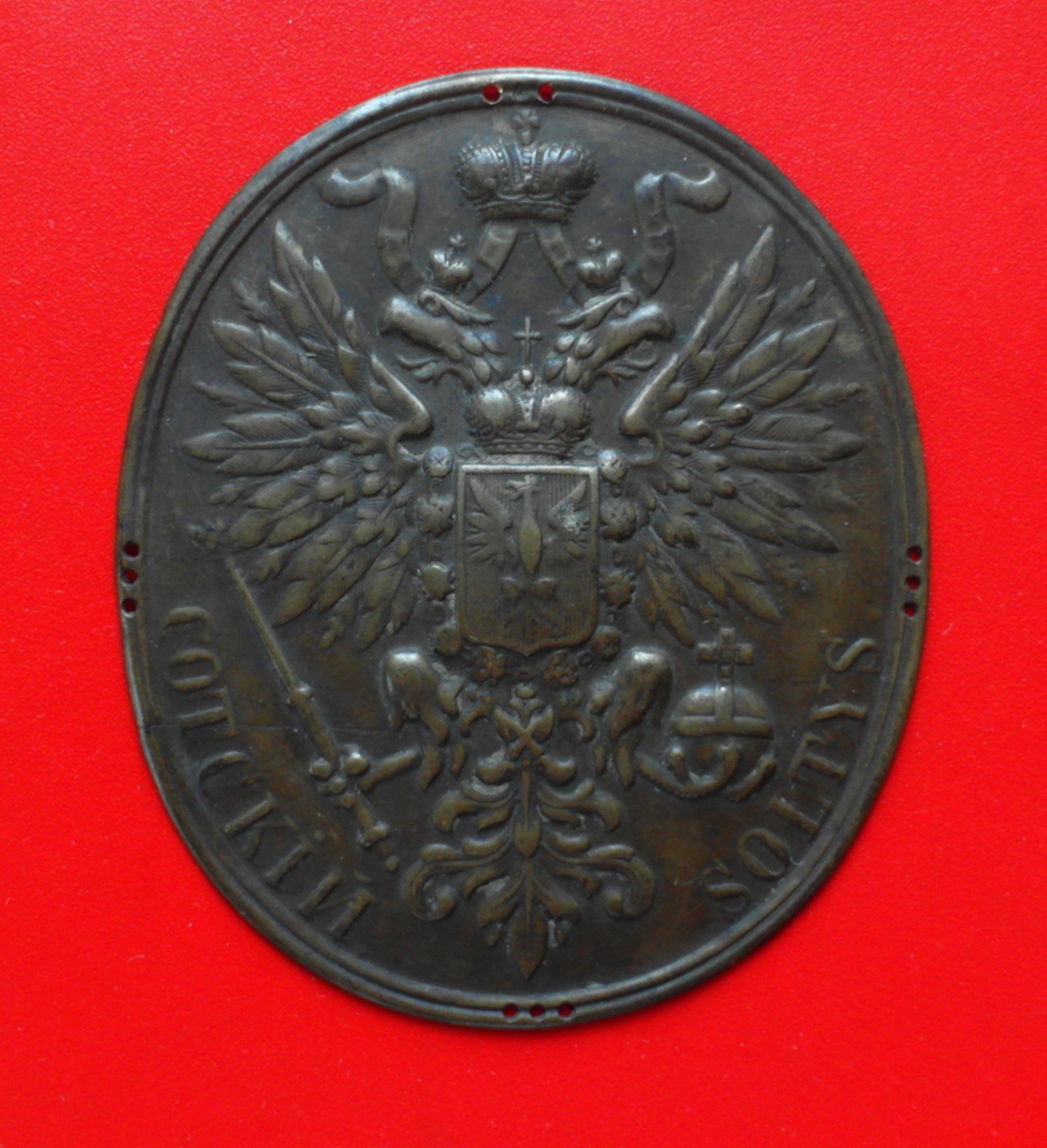
Znak sołtysa w Królestwie Polskim w latach 1868–1918

W okresie zaborów zadania samorządu wiejskiego były zróżnicowane w zależności polityki zaborców. W Królestwie Polskim w gromadach organem wykonawczym był sołtys, a uchwałodawczym – zgromadzenie mieszkańców. Sołtys był zobowiązany do utrzymania porządku publicznego (kary porządkowe – pieniężne, aresztu i robót publicznych). W zaborze rosyjskim gmina składała się z kilku gromad.

### Wielkie Księstwo Poznańskie
W Wielkim Księstwie Poznańskim wieś była zarządzana przez sołtysa, który był wybierany we wsiach uwłaszczonych przez uprawnionych mieszkańców, a we wsiach nieuwłaszczonych przez właścicieli wsi. Sołtys był zatwierdzany przez Landrata (urzędnika administrującego powiatem). Od 1891 roku na terenie zaboru pruskiego wieś była równocześnie gminą.

### Królestwo Galicji i Lodomerii
W Galicji, w zaborze austriackim istniały najkorzystniejsze warunki do działania samorządu wiejskiego. W 1784 roku wprowadzono Reformy Terezjańskie, na mocy których w skład samorządu wiejskiego wchodził wójt wraz z przysiężnymi, który był wybierany przez właściciela wsi spośród trzech kandydatów zaproponowanych przez mieszkańców. Po uzyskaniu w 1867 roku przez Galicję autonomii, wsie stały się gminami jednostkowymi (jednowioskowymi). Na czele gminy wiejskiej stał naczelnik lub wójt z przysiężnymi wybieranymi spośród członków rady jako władza wykonawcza. Rada gminy wiejskiej była organem uchwałodawczym i nadzorczym w składzie od 8 do 36 osób. Po 1918 roku galicyjski samorząd był wzorcem do tworzenia samorządów na terenie byłego zaboru rosyjskiego.

### II Rzeczpospolita Polska

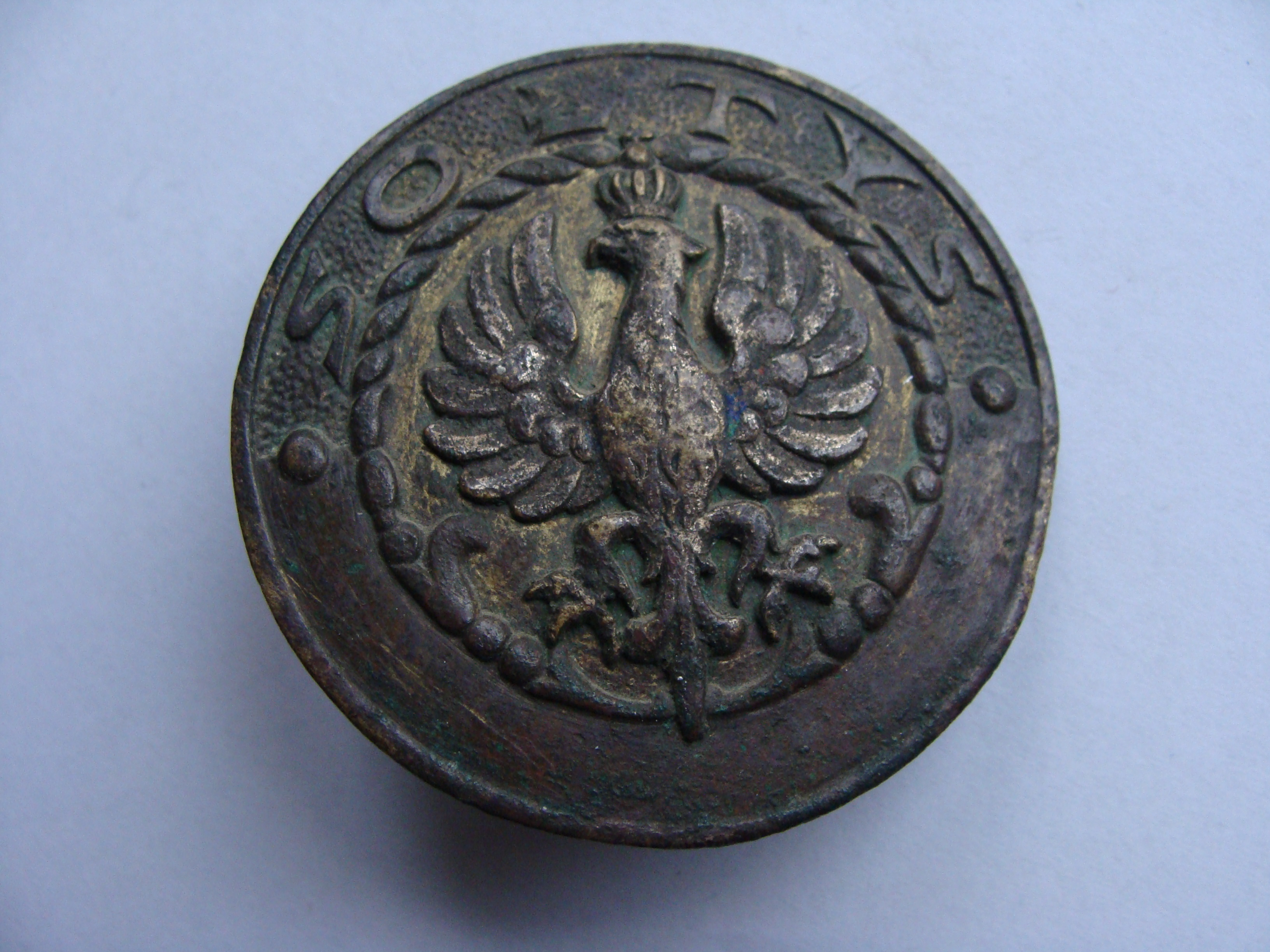
Odznaka sołtysa lata 1918–1939

Po 1918 roku w Polsce funkcjonowały na różnych terytoriach cztery różne systemy władzy lokalnej jako pozostałości polityki państw zaborczych. W 1933 roku została uchwalona ustawa scaleniowa, która doprowadziła do ujednolicenia systemu samorządności w Polsce. W 1934 roku gminy jednostkowe zostały zlikwidowane i włączone w skład gmin zbiorowych, w których jednostkami pomocniczymi stały się sołectwa. Samorząd wiejski był uzupełnieniem samorządu gminnego. Sołtys był wybierany na 3-letnią kadencję i był kontrolowany przez gromadzką komisję rewizyjną.
Zadania i kompetencje sołtysa:
- zarządzanie dochodami i majątkiem gromadzkim
- przygotowanie i realizacja budżetu gromadzkiego oraz prowadzenie rachunków
- zadania z zakresu porządku i bezpieczeństwa
- ewidencja i kontrola migracji ludności
- sprawy drogowe
- opieka społeczna
- sprawy zdrowotne
- sprawy sądowe
- sprawy wojskowe
- sprawy pożarnicze[1]

### Polska Rzeczpospolita Ludowa

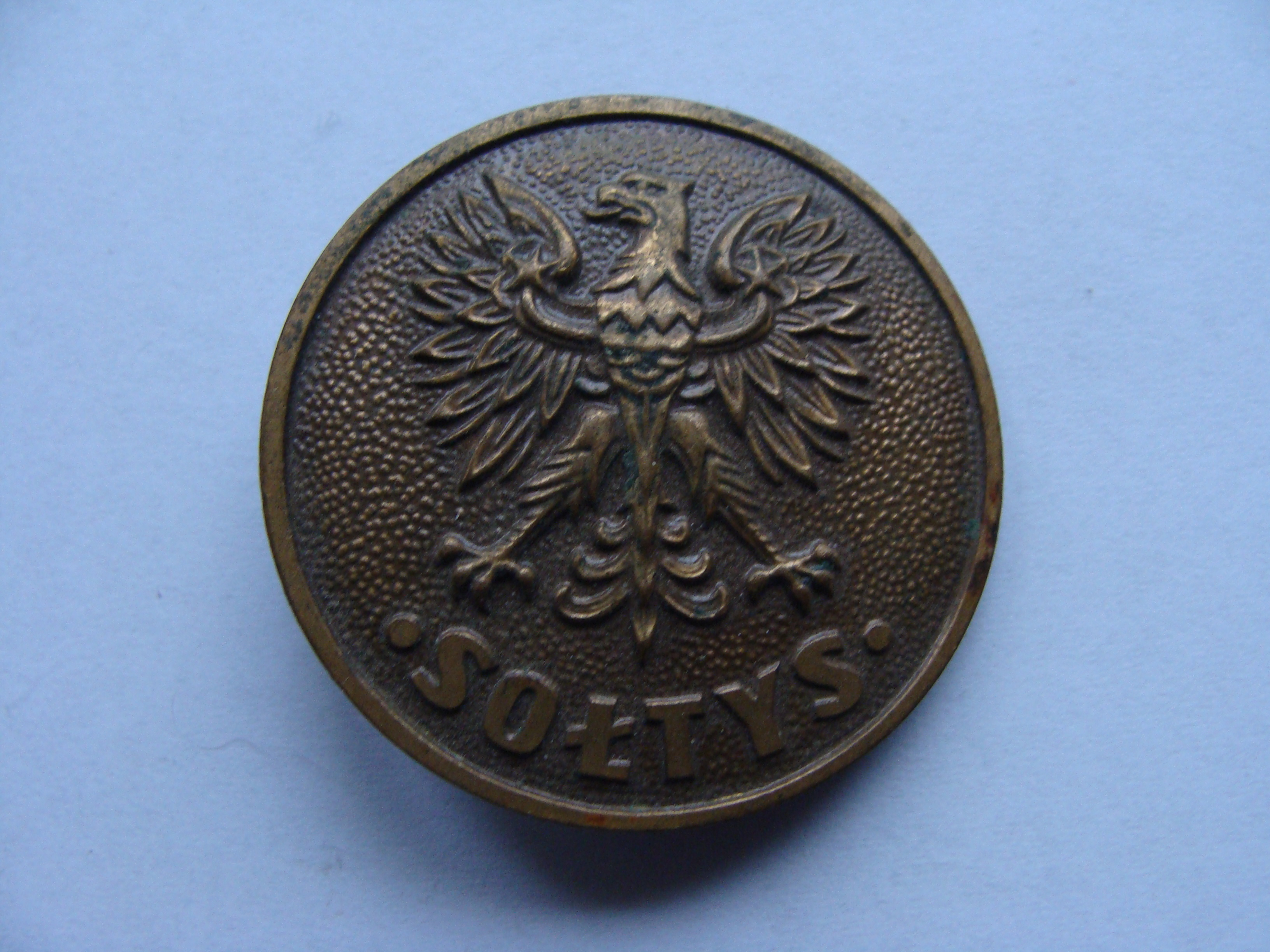
Odznaka sołtysa z okresu Polski Ludowej lata 1944–1989

W PRL-u funkcja sołtysa istniała do 1954 roku, gdy została zastąpiona w latach 1954–1958 instytucją pełnomocnika gromadzkiej rady narodowej. W 1958 roku funkcję sołtysa przywrócono. Samorząd wiejski składał się z sołtysa jako organu wykonawczego i zebrania wiejskiego jako organu uchwałodawczego. Do 1973 roku samorząd wiejski działał w ramach gromad, a następnie w ramach sołectw jako jednostek pomocniczych gmin. Sołtysów wybierano w wyborach jawnych na 3-letnią kadencję. Sołtysi pełnili funkcje: administracyjne, samorządowe i organizacyjno-społeczne. W latach 1958–1972 sołtys był pośrednikiem między mieszkańcami wsi a gromadzką radą narodową, po 1973 roku między mieszkańcami a gminną radą narodową oraz naczelnikiem gminy.

## Sołtysi dzisiaj

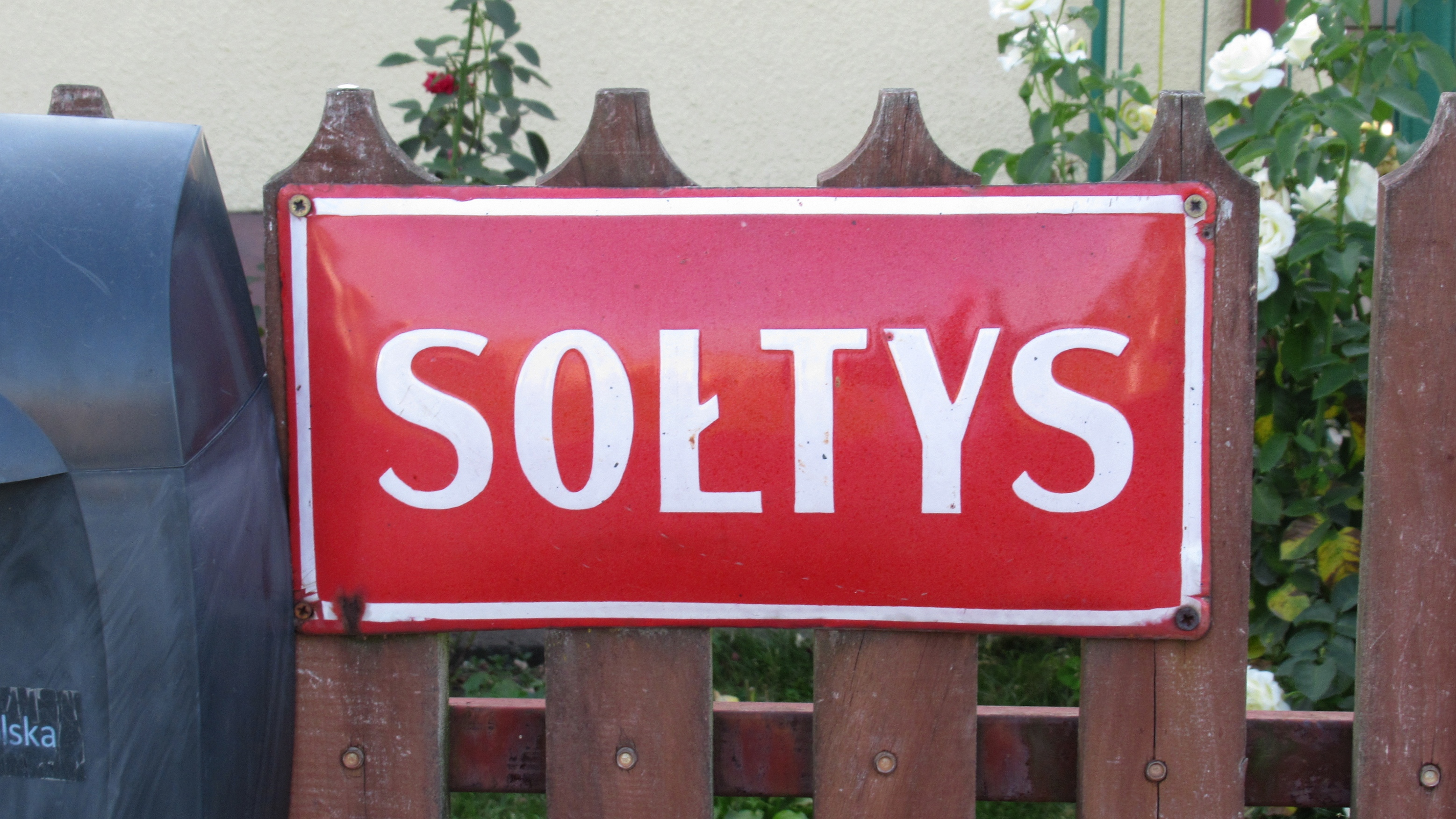
Tabliczka w miejscu zamieszkania sołtysa

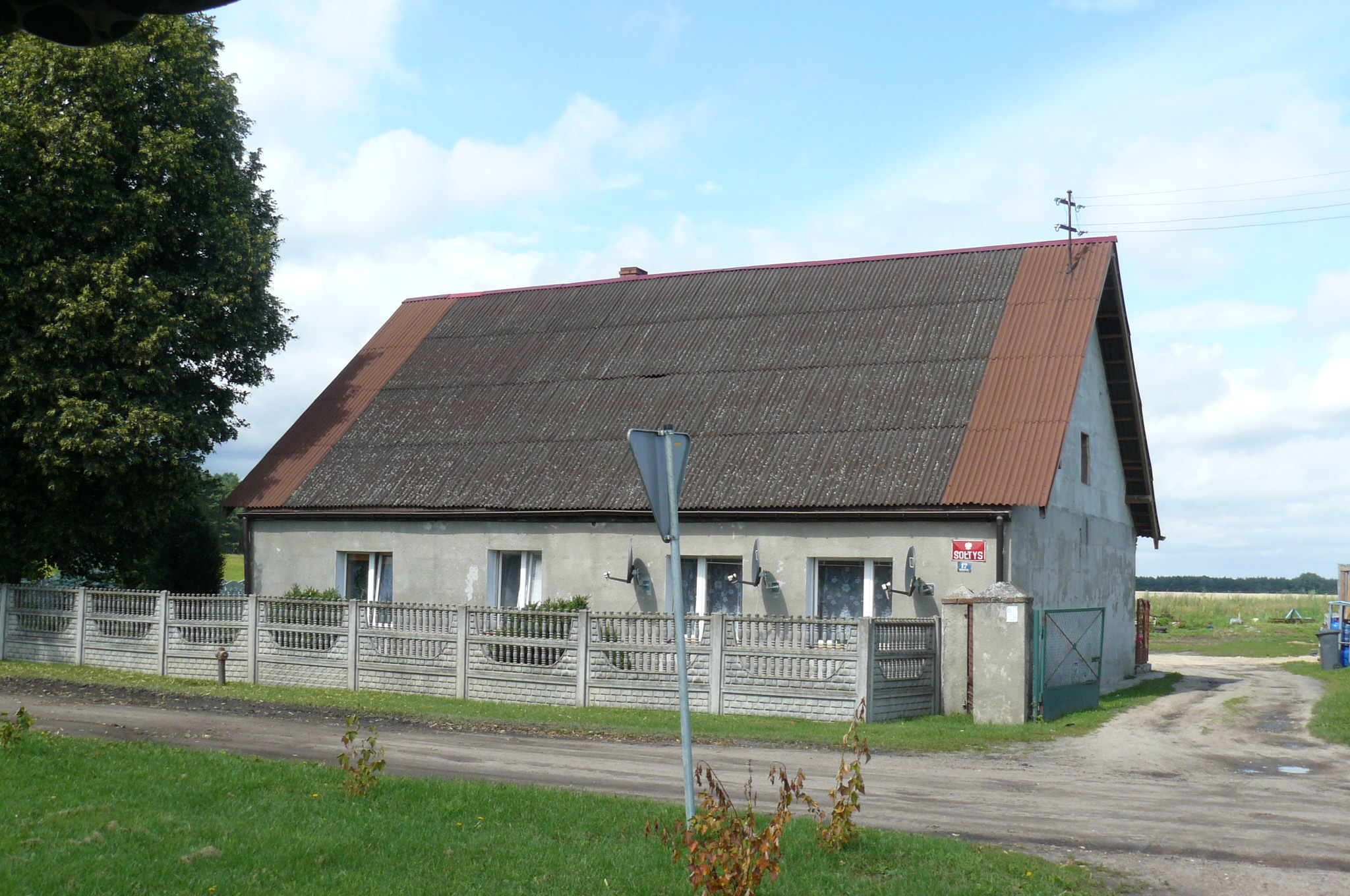
Dom sołtysa w Niedźwiedzinach

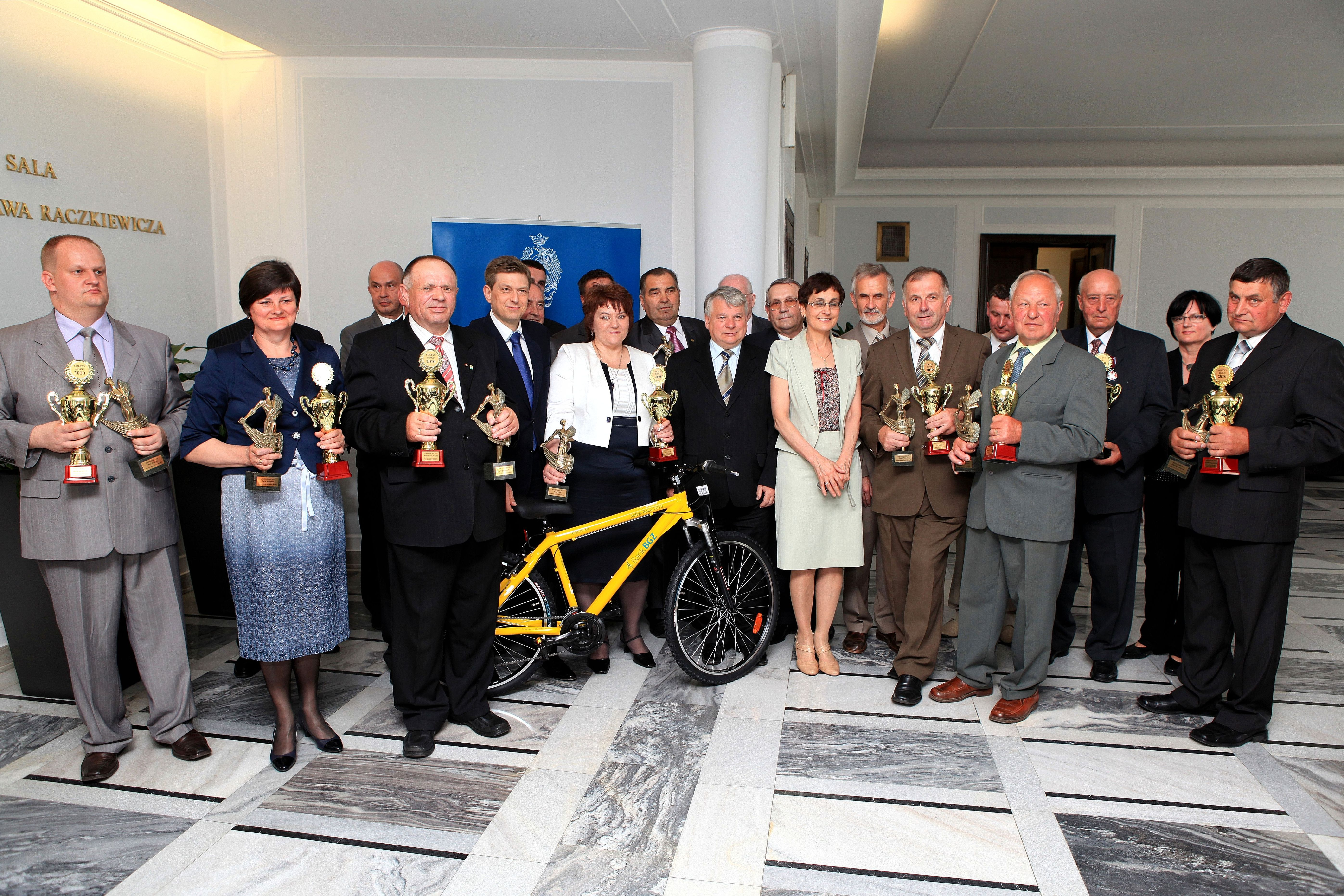
Laureaci konkursu Sołtys Roku 2010 w Senacie RP

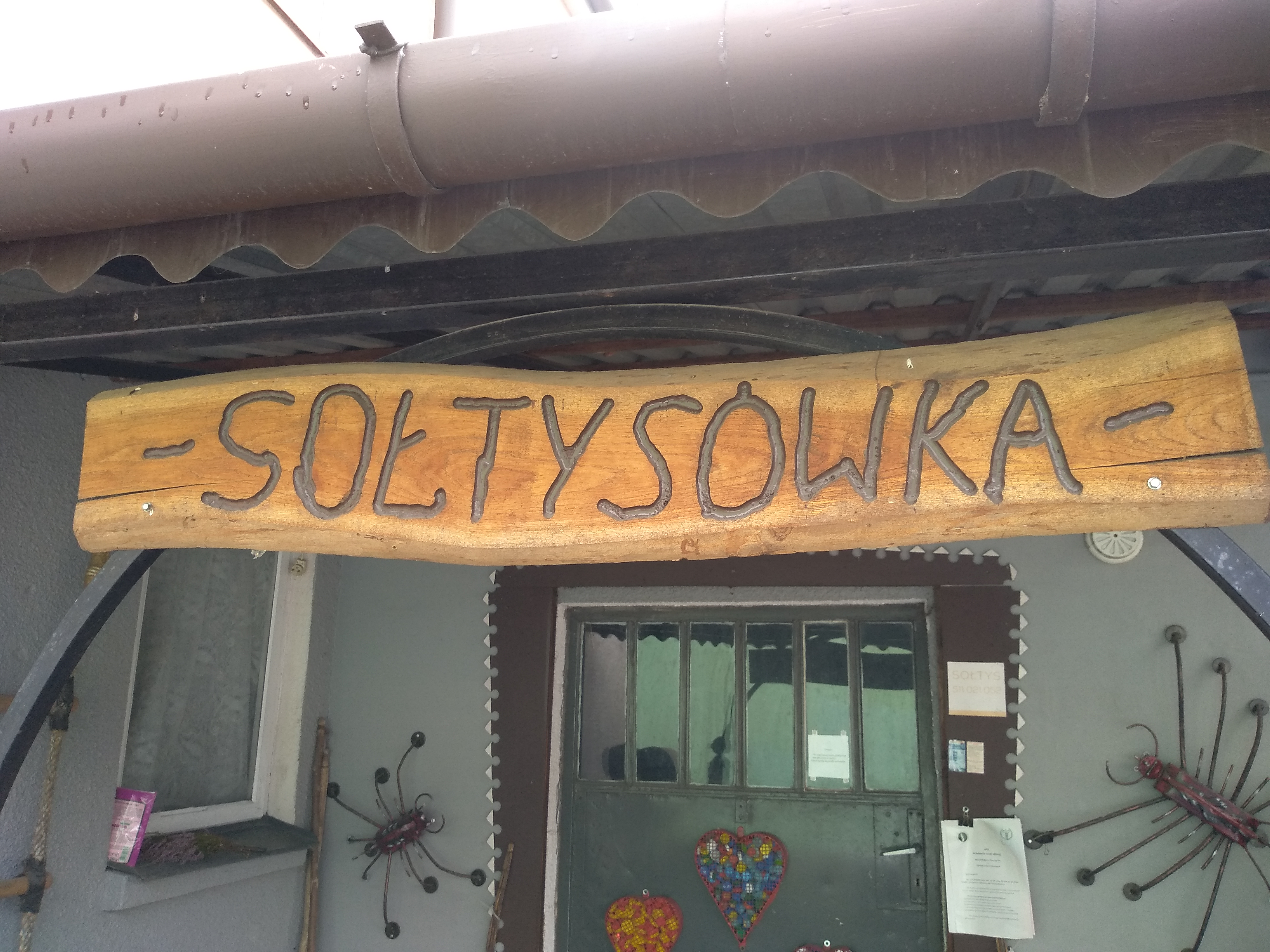
Sołtysówka – miejsce, w którym sołtys pełni swoje obowiązki

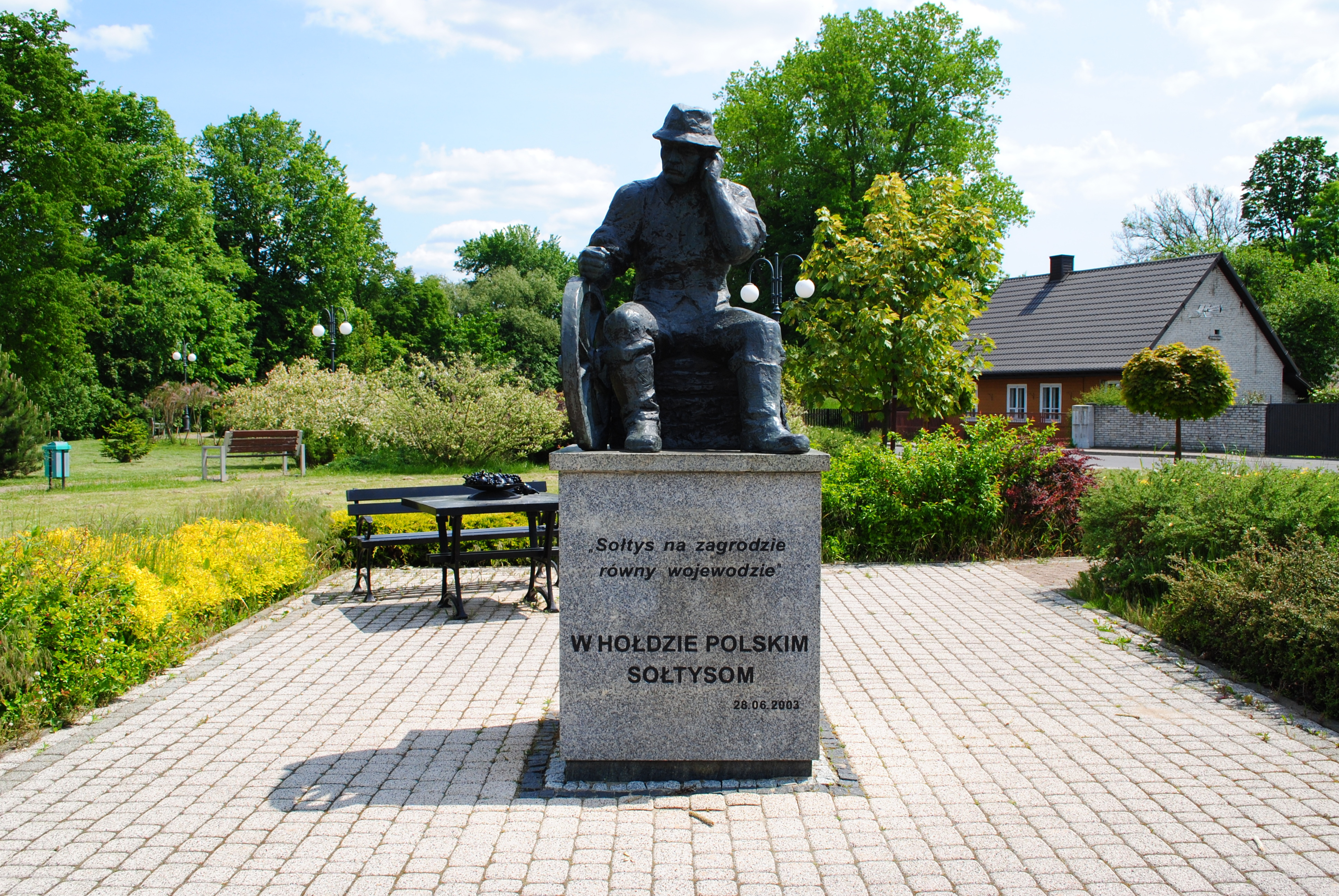
Pomnik sołtysa w Wąchocku

### Organ sołectwa
Od 1990 roku sołtys jest organem wykonawczym jednostki pomocniczej gminy, sołectwa. Sołtys jest wybierany przez zebranie wiejskie. Działalność sołtysa wspiera rada sołecka. Sołtys korzysta z ochrony prawnej przysługującej funkcjonariuszom publicznym. Szczegółowe regulacje uprawnień sołtysa regulowane są w statucie sołectwa uchwalanym przez radę gminy.
Sołectwa są ustanawiane przeważnie na obszarze wiejskim. W miastach jednostkami pomocniczymi w większości są osiedla, dzielnice, gdzie odpowiednikiem sołtysa jest zarząd osiedla (dzielnicy) albo przewodniczący zarządu osiedla (dzielnicy). Istnieją jednak miasta np. Bełżyce w powiecie lubelskim gdzie są ustanawiane sołectwa jako jednostki pomocnicze. Takich miast w Polsce, które mają burmistrza i sołtysa jest 13.
Według danych z 31 grudnia 2010 r. w Polsce było 40,3 tys. sołtysów, z których 30,7% stanowiły kobiety. Według stanu w dniu 31 grudnia 2011 roku w Polsce było 40 540 sołectw.
Od 2002 „Gazeta Sołecka” organizuje ogólnopolski konkurs Sołtys Roku.

### Kompetencje
- reprezentuje sołectwo na zewnątrz
- zwołuje zebranie wiejskie, i w tym celu rozwiesza ogłoszenia o zebraniu wiejskim w miejscu i terminie określonym w statucie sołectwa
- realizuje uchwały rady gminy dotyczące sołectwa, a także umożliwia zapoznanie się z uchwałami rady jak najszerszemu kręgowi mieszkańców sołectwa
- w zakresie ustalonym przez radę gminy dokonuje poboru podatków rolnego i leśnego jako inkasent organu podatkowego
- uczestniczy w sesjach rady gminy, a także w pracach jej organów bez prawa do głosowania
- zobowiązany jest brać udział w posiedzeniach komisji rady gminy, jeśli rozpatrywane są sprawy sołectwa